# 食通
食通（しょくつう）とは、料理の味や料理の知識について詳しいこと。またそれを詳しく知っている人物のことである。
フランス語を用いてグルメ (gourmet) ともいわれる。

## 概要
食通とは、料理の味、料理に関する知識について詳しいことであり、あるいは、それらを詳しく知っている人物のことである。
類語・同義語/ 区別される語
世界的な用語
世界的には一般にフランス語を用いてgourmet グルメという用語・概念が用いられている。フランス語のgourmetはワイン等の情報に詳しい人（ワイン通）を指すこともある。
日本語
「食通」は、料理の味をよく知っており、食に関する情報（材料の産地、調理法、歴史、他の食通や美食家の評価など）も知っていること、またその人。
食道楽（くいどうらく・しょくどうらく）は食べるという行為を道楽、趣味とすること、またその人。

## 著名な食通
- マルクス・ガビウス・アピキウス - 古代ローマ・帝政ローマ期のグルメ。しばしば『アピキウス』に関連して言及される。
- ブリア=サヴァラン（1755年 - 1826年）- 「食聖」とまで称えられ、いまなお美食家の必読書とすら言われる『美味礼讃』を著した事で知られる。有名な言葉には「どんなものを食べているか言ってみたまえ、君がどんな人間であるかを言いあててみせよう」がある。彼によって美食学とも訳されるガストロノミーの考えが提唱された。
- 袁枚（1716年 - 1797年） - 清代中国の詩人。料理書『随園食単』を著した。
- 柏木如亭 - 江戸時代後期の漢詩人。詩人として上記の袁枚の影響を受けると同時に、料理紀行『詩本草』を著した。
- 北大路魯山人 - 陶芸家などとしても有名。『美味しんぼ』の海原雄山のモデルとされる。
- 池波正太郎 - 小説家。食に関する著作も多い。ただし、食に対するこだわりは食通のそれだが、実際にそのように呼ばれることを嫌がっていたことが著作の端々から窺える。

## 食通の都市
どの食文化圏の人が評価するかで評価は異なる。
現在、世界一の美食都市としてまず東京が挙げられることが多い。世界で最も権威のある一流レストランの案内書であるミシュランガイドでは、東京がパリを大きく凌いで世界で最も多くの星の数を得ている都市である。世界有数のメディアであるCNNも、東京が「世界一の美食都市」になったと結論付けている。京都も最高峰のレストランという位置づけの三つ星が、2016年版で7軒が得るなど、東京やパリに次ぐ世界屈指の美食都市との評価を受けている。また、世界都市であるニューヨークや香港も世界の一流シェフが集積しており、三つ星レストランの数が比較的多い。
雑誌自体の評価がグルメの間であまり高くなく、あくまで参考情報にしかならないが、アメリカ（つまりイギリス系文化圏）の雑誌『Food & Wine』が選んだ「世界のグルメな都市」2008年-09年では、東京が2年連続で革新的なレストランの多さと素材の良さ（得やすさや豊富さ）から「世界で一番グルメな都市」に選ばれた。ちなみに2位以降は、2位 バルセロナ、3位 コペンハーゲン、4位 ロンドン、5位 ニューヨーク、となっている。

## グルメ向きのガイドブック
特に著名なガイドブックや調査本を挙げると次のようなものがある。
- ミシュラン・レッドガイド - 有名な格付けガイドブックで、星が付くだけでも客が押し寄せるという。
- ゴー・ミヨ - ミシュランと並ぶ、権威あるガイドブック。
- ザガット・サーベイ

### 食の大衆文化
- B級グルメ
- ご当地グルメ
- グルメサイト
- 早食い・大食い - ある意味では食通の対極にいる存在といえる。

### サブカルチャー分野
- 料理・グルメ漫画
  - 美味しんぼ